# Henry Beston
Henry Beston (Boston, 1º giugno 1888 – Nobleboro, 15 aprile 1968) è stato un naturalista e scrittore statunitense, principalmente noto per il suo libro La casa estrema (The Outermost House, 1928).

## Opere
- A Volunteer Poilu (1916, testo in Progetto Gutenberg)
- The Firelight Fairy Book (1919, testo in Progetto Gutenberg)
- La casa estrema (The Outermost House, 1928, anteprima in Google Libri), Milano, Ponte alle Grazie, 2018 traduzione di Anna Maria Biavasco e Giuseppe Iacobaci ISBN 978-88-6833-848-0.
- Herbs and the Earth (1935, anteprima in Google Libri)
- Northern Farm: A Chronicle of Maine (1949)